# Athletic Bilbao
Der Athletic Club, kurz auch Athletic und im deutschsprachigen Raum bekannt als Athletic Bilbao, ist ein Fußballverein aus dem Baskenland in Spanien, der in der Primera División spielt.
Seit der Ligagründung der Primera División 1928 ist der Verein ununterbrochen erstklassig und gewann die Meisterschaft achtmal. In der Ewigen Tabelle der Primera División liegt Athletic auf dem vierten Platz und ist neben Real Madrid und dem FC Barcelona die einzige Mannschaft, die nie absteigen musste. Der spanische Pokal (Copa del Rey) wurde 24-mal gewonnen; erst 2009 wurde diese Bestmarke vom FC Barcelona übertroffen.
Der Beiname der Spieler in Spanien „Los Leones“ (die Löwen) leitet sich vom Namenspatron des Stadions „San Mamés“, dem Heiligen Mamas, ab. Mamas war ein Christ, den die Römer den Löwen zum Fraß vorgeworfen hatten. Die Löwen fraßen Mamas jedoch nicht und ließen ihn unversehrt, weshalb er später heiliggesprochen wurde. Das San Mamés wurde neben einer Kirche erbaut und wird darum auch die „Kathedrale des Fußballs“ genannt.
Athletic Bilbao steht für die Politik, nur Spieler einzusetzen, die entweder in den baskischen Provinzen Bizkaia, Gipuzkoa, Álava und Navarra (alle Spanien), Labourd, Soule und Nieder-Navarra (alle Frankreich) geboren wurden oder in der Jugend eines Fußballklubs aus diesen Provinzen ausgebildet wurden. Daher konzentriert man sich auch eher auf die eigene Jugend anstelle von externen Transfers, sodass sich die erste Mannschaft traditionell zum größten Teil aus Spielern der hauseigenen Akademie Lezama zusammenstellt. Bilbaos Spieler legen eine große Loyalität zu dem Verein an den Tag und verbringen teilweise ihre gesamte Karriere im rot-weißen Trikot (Rojiblancos).

## Geschichte

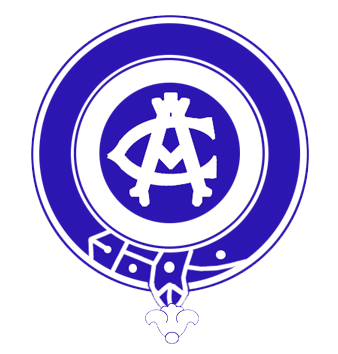
Wappen von 1903 bis 1907

### Gründung
Der Fußball wurde in Bilbao von zwei verschiedenen Gruppen junger Spieler eingeführt, die beide Verbindungen zum „Mutterland des Fußballs“ (England) hatten: britische Stahl- und Werftarbeiter und baskische Studenten, die von britischen Schulen zurückkehrten.
Im späten 19. Jahrhundert war Bilbao eine der wichtigsten Hafenstädte Spaniens und mit seinen Minen und Werften eine der bedeutendsten Industrieregionen des Landes. Die Stadt war ein Motor der spanischen Wirtschaft und zog deshalb eine Vielzahl ausländischer Arbeitskräfte an. Darunter waren viele Minenarbeiter aus dem Nordosten Englands sowie Werftarbeiter aus Sunderland, Southampton und Portsmouth. Diese britischen Arbeiter brachten den Fußball mit und gründeten in den frühen 1890er Jahren den Bilbao Football Club. Währenddessen gingen baskische Studenten den umgekehrten Weg, nach Großbritannien, um dort Universitäten zu besuchen. Hier kamen sie mit dem Fußball in Berührung, den sie nach ihrer Rückkehr importierten. 1898 gründeten Studenten des Gymnasiums Zamacois den Athletic Club, in Anlehnung an die englische Schreibweise.
1902 schickten beide Vereine eine gemeinsame Mannschaft (genannt Vizcaya) ins Rennen um die erstmals ausgetragene Copa del Rey. Sie kehrten mit der Trophäe zurück, nachdem der FC Barcelona im Finale besiegt worden war. Deshalb entschloss man sich 1903, beide Vereine zum Athletic Club zu vereinigen.
Das Datum der Vereinsgründung ist Teil reger Diskussionen unter Fußball-Historikern. Der Verein gibt 1898 als Gründungsjahr an, während andere 1901 oder 1903 als Jahr der Vereinsgründung bezeichnen.

### Erfolgreiche Jahre (1903 bis 1941)

Wappen von 1911 bis 1941

1903 gewann der neu gegründete Athletic Club erneut die Copa del Rey und wurde auch im folgenden Jahr zum Sieger erklärt, nachdem der Gegner Club Español de Madrid nicht angetreten war. Nach einem weiteren Sieg 1911 gewann Bilbao zwischen 1914 und 1916 den Pokal dreimal in Folge. Star dieses Teams war der legendäre Stürmer Pichichi, der am 21. August 1913 das erste Tor überhaupt im San Mamés schoss und im Finale der Copa del Rey von 1915 einen Hattrick folgen ließ. Heute erhält der beste Torjäger der spanischen Liga die Trophäe, die nach Pichichi (Pichichi-Trophäe) benannt ist. 1911 wurde dann die Regel ins Leben gerufen, wonach nur Basken für die Mannschaft spielen dürfen.
Als 1928 die Primera División ins Leben gerufen wurde, nahmen neben Athletic mit Real Sociedad, Real Unión Irún und Arenas Club de Getxo drei weitere baskische Mannschaften daran teil. Als 1930 Deportivo Alavés folgte, waren fünf von zehn Klubs der Liga aus dem Baskenland. 1929 übernahm der Engländer Fred Pentland zum zweiten Mal das Traineramt bei Bilbao (erstmals 1921 bis 1927) und revolutionierte die Mannschaft, indem er ihr das Kurzpassspiel beibrachte. Er führte die Mannschaft zu zwei Double-Siegen 1930 und 1931 sowie vier Siegen in der Copa del Rey zwischen 1930 und 1933. In dieser Zeit wurde dem FC Barcelona beim 12:1 deren höchste Niederlage der Vereinsgeschichte zugefügt. Nach zwei weiteren Meistertiteln 1934 und 1936 hatte Bilbao in den ersten acht Jahren der Liga viermal den ersten Platz belegt.

### Atlético Bilbao (1941 bis 1974)

Wappen von 1941 bis 1972

Nach einem Erlass des spanischen Diktators Franco musste der Verein 1941 seinen Namen in Atlético Bilbao ändern, da ausländische Bezeichnungen in der Liga verboten waren. Im gleichen Jahr debütierte mit Zarra der beste Torjäger der Vereinsgeschichte. In dreizehn Jahren schoss er 333 Pflichtspieltore. Ein weiterer großer Spieler dieser Ära war José Luis Panizo. 1943 gewann die Mannschaft nochmals ein Double, 1944 und 1945 jeweils den Pokal (inzwischen Copa del Generalísimo).
In den Fünfzigern konnte der Verein mit der legendären Angriffsreihe um Zarra, José Luis Panizo, Rafael Iriondo, Venancio Pérez García und Agustín Gaínza aufwarten. Nachdem mit Ferdinand Daučík einer der besten Trainer des Landes Athletico übernommen hatte, ließen weitere Titel nicht lange auf sich warten: Double 1956, Pokal 1955 und 1958.
In den 1960er und 1970er Jahren dominierten Madrid und Barcelona Spaniens Fußball, während Bilbao sich meist im Mittelfeld der Tabelle wiederfand. Nur die Copa del Generalísimo konnte 1969 und 1973 noch zweimal errungen werden.

### Rückkehr zu Athletic Bilbao und Politisierung
Im Dezember 1976 traf Bilbao auf den Lokalrivalen Real Sociedad aus San Sebastián. Vor Anpfiff nahmen Bilbaos Torwart-Legende José Ángel Iribar und Sociedads Kapitän Ignacio Kortabarria die Ikurriña (Flagge des Baskenlandes) und steckten sie feierlich in den Anstoßpunkt. Das war die erste öffentliche Zurschaustellung der 40 Jahre lang verbotenen Flagge nach dem Tod Francos.
Einen weiteren Meilenstein der Vereinsgeschichte bildete die Teilnahme am Finale des UEFA-Pokals im Jahr 1977. Auf dem Weg dorthin hatte die Mannschaft mit dem FC Barcelona und dem AC Mailand zwei europäische Spitzenvereine ausgeschaltet. Allerdings verlor man das Finale schließlich nach 2:2-Endstand nach Hin- und Rückspiel aufgrund der Auswärtstorregel gegen Juventus Turin.

### Die Ära Clemente
1981 wurde Javier Clemente neuer Cheftrainer, der um die Veteranen Dani und Andoni Goikoetxea junge Spieler wie Santiago Urquiaga, Miguel De Andres, Ismael Urtubi, Estanislao Argote und Andoni Zubizarreta einbaute. Dies war eine hervorragende Mischung, denn endlich konnte man Bilbao wieder zu den Spitzenmannschaften zählen. 1983 wurde die Mannschaft Meister, 1984 folgte sogar das Double. Clemente ließ sehr defensiv spielen, wofür er heftig kritisiert wurde, was jedoch effektiv war. Außerdem waren die Basken für ihr aggressives und hartes Spiel bekannt, was vor allem durch den Verteidiger Goikoetxea personifiziert wurde. Nach Clementes Abschied verließen auch viele Topspieler den Verein; daraufhin konnte kein weiterer bedeutender Titel mehr gewonnen werden, obwohl bekannte und erfolgreiche Trainer in Bilbao arbeiteten, u. a. José Ángel Iribar, Howard Kendall, Jupp Heynckes oder Javier Irureta.

### Die Ära Fernández
Vergeblich versuchte der Verein an die Erfolge der frühen Achtziger anzuknüpfen, was erst annähernd wieder unter Luis Fernández gelang. Er führte die Mannschaft 1998 zur Vizemeisterschaft und somit erstmals in die Champions League. Fernández profitierte von einer gelockerten Personalpolitik, die es ihm erlaubte, Spieler zu verpflichten, die in Jugendmannschaften auf baskischem Territorium ausgebildet wurden (Patxi Ferreira, Biurrun). Erstmals wurde mit Bixente Lizarazu ein Baske aus dem französischen Teil der Region eingesetzt. Wie immer lieferte auch die Jugendabteilung mit Julen Guerrero einen hervorragenden Einzelspieler.

### Wechselbad der Leistungen und Trainer (2000–2007)
| Saisonleistungen von 2000 bis 2007 | Saisonleistungen von 2000 bis 2007 | Saisonleistungen von 2000 bis 2007 | Saisonleistungen von 2000 bis 2007 | Saisonleistungen von 2000 bis 2007 |
| Saison                             | Platzierung                        | Torverhältnis                      | Punkte                             | Fortschritt Copa del Rey           |
| ---------------------------------- | ---------------------------------- | ---------------------------------- | ---------------------------------- | ---------------------------------- |
| 2000/01                            | 12.                                | 44:60                              | 43                                 | Achtelfinale                       |
| 2001/02                            | 9.                                 | 54:66                              | 53                                 | Halbfinale                         |
| 2002/03                            | 7.                                 | 63:61                              | 55                                 | 3. Runde                           |
| 2003/04                            | 5.                                 | 53:49                              | 56                                 | 2. Runde                           |
| 2004/05                            | 9.                                 | 49:54                              | 51                                 | Halbfinale                         |
| 2005/06                            | 12.                                | 40:46                              | 45                                 | Achtelfinale                       |
| 2006/07                            | 17.                                | 44:62                              | 40                                 | Sechzehntelfinale                  |

Das neue Jahrtausend fing für Athletic Bilbao mit der Entlassung von Luis Fernández an, was einen schweren Start in die Saison 2000/01 zur Folge hatte. Saisonübergreifend begannen die Leistungen des Klubs wieder ordentlich zu schwanken. Für die Saison 2000/01 wurde Txetxu Rojo als neuer Trainer eingestellt, mit dem man die Saison auf Platz 12 beendete. In der Copa del Rey erreichte man das Achtelfinale, wo man nach einer 0:2-Niederlage und einem 0:0-Remis gegen Racing Santander ausgeschieden war.
Rojo konnte nicht überzeugen und wurde nach nur einer Spielzeit durch den Deutschen Jupp Heynckes ersetzt. In der Saison 2001/02 erreichte Athletic Bilbao das Halbfinale der Copa del Rey. Dort musste man sich allerdings Real Madrid geschlagen geben. Nachdem man das Hinspiel überraschend mit 2:1 gewonnen hatte, verlor man im Rückspiel mit 0:3. Die Saison beendete Bilbao als Neunter.
Ab der Saison 2002/03 besserten sich zwar die Leistungen in der Liga, jedoch lief es dafür in der Copa del Rey umso schlechter. In der dritten Runde gab man sich überraschend dem Drittligisten Real Unión mit 1:2 geschlagen. Die Saison beendeten die Basken auf dem siebten Platz. Für Heynckes kam erstmals Ernesto Valverde als Trainer für die Basken.
Ähnlich wie in der Vorsaison lief es in der Spielzeit 2003/04, nur war der Unterschied zwischen Liga und Cup noch größer. Diesmal schied man sogar in der zweiten Runde aus der Copa del Rey aus, noch dazu gegen einen Fünftligisten (1:2 gegen Gimnástica de Torrelavega). Abgesehen davon beendete Bilbao aber eine starke Ligasaison als Fünfter und qualifizierte sich für den UEFA-Pokal 2004/05.
Im UEFA-Pokal überstand man die erste Runde gegen Trabzonspor. Das Hinspiel ging zwar mit 2:3 verloren, jedoch drehte man den Rückstand mit einem 2:0-Sieg im Rückspiel und qualifizierte sich für die Gruppenphase. Dort wurde Athletic Bilbao der Gruppe B zugelost und erkämpfte sich gegen den FC Parma (2:0 h), Steaua Bukarest (3:1 h) und Standard Lüttich (7:1 a) den Gruppensieg. Lediglich gegen Beşiktaş Istanbul (1:3 a) ließ man Punkte liegen. Im Sechzehntelfinale traf man auf den FK Austria Wien, gegen den man auswärts ein 0:0 abstaubte, jedoch mit 1:2 auf heimischem Terrain verlor. In der Copa del Rey drangen die Basken bis ins Halbfinale vor. Dort scheiterte man nach zwei torlosen Unentschieden erst im Elfmeterschießen an Betis Sevilla. Am Ende belegte der Klub Platz 9 in der Liga, was aber gerade noch für die Qualifikation zum UEFA Intertoto Cup 2005 genügte. Dort scheiterte man in der zweiten Runde aber am CFR Cluj. Beide Spiele endeten jeweils mit 1:0 für die Heimmannschaft, die Rumänen gewannen schließlich im Elfmeterschießen.
Vor dem Start in die Saison 2005/06 musste der Athletic Club den Verlust der beiden Leistungsträger Asier del Horno und Santiago Ezquerro hinnehmen, die zum FC Chelsea bzw. zum FC Barcelona wechselten. Auch Ernesto Valverde verließ den Verein, es folgten angehäufte Trainerwechsel. José Luis Mendilibar war den Ansprüchen des Klubs nicht gerecht, für ihn wurde nach nur wenigen Monaten Javier Clemente als Ersatz eingestellt. Mit ihm erreichte man das Achtelfinale der Copa del Rey, wo man aber deutlich gegen Real Madrid ausschied (0:1 h; 0:4 a), und einen eher schmeichelhaften zwölften Platz in der Liga. Den Klassenerhalt sicherte man sich erst am vorletzten Spieltag.
Da Clemente mit den eingekauften Spielern nicht einverstanden war, trennte man sich von ihm und stellte Félix Sarriugate als Nachfolger ein. Außerdem beendete Klub-Urgestein Julen Guerrero seine aktive Karriere und wechselte in den Trainerstab. Nach einer halben Spielzeit in der Saison 2006/07 musste Sarriugate den Verein wieder verlassen, da er nicht die notwendigen Ergebnisse erzielen konnte. Unter José Manuel Esnal (Mané) gelang mit Ach und Krach noch der Klassenerhalt, den man sich diesmal sogar erst am letzten Spieltag mit einem 2:0-Heimsieg gegen die UD Levante gesichert hat. Am Ende stand ein höchst enttäuschender 17. Platz zu Buche. Die Teilnahme an der Copa del Rey endete im Sechzehntelfinale gegen den RCD Mallorca. Nach einem 1:1 im Hinspiel verlor man im Rückspiel nach Verlängerung mit 1:2.

### Neubau San Mamés und Aufwärtstrend mit Caparrós und Bielsa (2007–2013)
| Saisonleistungen von 2007 bis 2013 | Saisonleistungen von 2007 bis 2013 | Saisonleistungen von 2007 bis 2013 | Saisonleistungen von 2007 bis 2013 | Saisonleistungen von 2007 bis 2013 |
| Saison                             | Platzierung                        | Torverhältnis                      | Punkte                             | Fortschritt Copa del Rey           |
| ---------------------------------- | ---------------------------------- | ---------------------------------- | ---------------------------------- | ---------------------------------- |
| 2007/08                            | 11.                                | 40:43                              | 50                                 | Viertelfinale                      |
| 2008/09                            | 13.                                | 47:62                              | 44                                 | Finale                             |
| 2009/10                            | 8.                                 | 50:53                              | 54                                 | Sechzehntelfinale                  |
| 2010/11                            | 6.                                 | 59:55                              | 58                                 | Achtelfinale                       |
| 2011/12                            | 10.                                | 49:52                              | 49                                 | Finale                             |
| 2012/13                            | 12.                                | 44:65                              | 45                                 | Sechzehntelfinale                  |

Die Rückkehr von Verteidiger Asier del Horno vor der Saison 2007/08 auf Leihbasis des FC Valencia brachte nicht den gewünschten Erfolg, sodass die Kaufoption nicht genutzt wurde. Trotzdem wurde diese Saison letztlich erfolgreicher als die vorhergehende, was unter anderem dem neuen Trainer Joaquín Caparrós zu verdanken war. Die Qualifikation für den UEFA Intertoto-Cup 2008 verpasste man am letzten Spieltag als Elftplatzierter. In der Copa del Rey drang man bis ins Viertelfinale vor, dort wurde man von Racing Santander geschlagen. Nach einer 0:2-Niederlage im Hinspiel gab es im San Mamés ein 3:3. Mit dieser Saison gelang zugleich der endgültige Durchbruch des schon lange als großes Sturmtalent gehandelten Fernando Llorente, der es schließlich auf elf Saisontore brachte und zur Schlüsselfigur im Offensivspiel des Athletic Club wurde. Im Herbst 2008 wurde er – ebenso wie Abwehrspieler Andoni Iraola – erstmals für die spanische Fußballnationalmannschaft nominiert.
In der Saison 2008/09 erreichte Athletic Bilbao erstmals seit 24 Jahren das Finale der Copa del Rey. Dort musste man sich aber dem FC Barcelona – zuvor Meister und Champions League-Sieger geworden – trotz 1:0-Führung mit 1:4 geschlagen geben.
Trotz eines weiterhin schwachen 13. Platzes in der Liga wurde Bilbao als unterlegener Pokalfinalist zur Teilnahme an der Qualifikation zur neu gegründeten UEFA Europa League berechtigt. Dort spielte man gegen Tromsø IL und qualifizierte sich mit einem 3:2-Sieg und einem 1:1-Remis für den eigentlichen Wettbewerb. Der baskische Klub wurde der Gruppe L zugelost, wo man auf Werder Bremen, Nacional Funchal und den FK Austria Wien traf. Mit zehn Punkten wurde Bilbao hinter Werder Zweiter und stieg ins Sechzehntelfinale auf. Dort war allerdings nach einem 1:1-Remis und einer 0:4-Niederlage gegen den RSC Anderlecht Schluss. Auch in der Copa del Rey schied der Athletic Club im Sechzehntelfinale aus. Dort gab man sich Rayo Vallecano nach einer 0:2-Niederlage und einem 2:2-Remis geschlagen. Die Saison 2009/10 endete auf dem achten Tabellenplatz.
Am 26. Mai 2010 erfolgte unter José Ángel Iribar der erste Spatenstich für das neue San Mamés. Bis zu dessen Fertigstellung blieb vorerst das alte San Mamés die Heimstätte für den Athletic Club. Die Saison 2010/11 verlief insbesondere in der Liga deutlich besser. Dort erlangte man Platz 6 und damit einen Qualifikationsplatz für die UEFA Europa League 2011/12. In der Copa del Rey schied man aufgrund der Auswärtstorregel im Achtelfinale gegen den FC Barcelona aus (0:0 a; 1:1 h). Am Ende der Saison verließ Caparrós den Verein, für ihn wurde der Argentinier Marcelo Bielsa als neuer Trainer eingestellt.
In der Europa-League-Qualifikation kam es zu einem kuriosen Ereignis, das unter anderem auch Athletic Bilbao betraf. In der Playoff-Runde trafen die Basken auf den damaligen Drittplatzierten der türkischen Süper Lig. Gegen Trabzonspor spielte man im Hinspiel 0:0. Da wiederum dem damaligen türkischen Vizemeister Fenerbahçe Istanbul Wettmanipulationen vorgeworfen und folglich die Teilnahme an allen europäischen Wettbewerben entzogen wurde, rückte Trabzonspor in die UEFA Champions League 2011/12 nach. Das Rückspiel wurde daraufhin abgesagt und Athletic Bilbao qualifizierte sich direkt für die Europa League. In der zugehörigen Gruppe F mussten die Basken gegen den FC Red Bull Salzburg, Paris Saint-Germain und den ŠK Slovan Bratislava antreten. Mit 13 Punkten wurde man Gruppensieger und traf im Sechzehntelfinale auf Lokomotive Moskau. Nach einer 2:1-Niederlage im Hinspiel siegte man im Rückspiel mit 1:0 und stieg aufgrund der Auswärtstorregel ins Achtelfinale auf. Dort musste man sich Manchester United und dessen Trainer-Legende Alex Ferguson stellen. Mit einem 3:2 im Old Trafford und einem anschließenden 2:1 im San Mamés klappte dies aber problemlos. Im Viertelfinale traf Bilbao auf Schalke 04. Im Hinspiel in der Veltins-Arena lag man mit 1:2 zurück, gewann aber innerhalb der letzten 20 Minuten noch mit 4:2. Im Rückspiel spielten die Mannschaften mit 2:2 remis. Auch das Halbfinale gegen Sporting Lissabon wurde knapp überstanden. Nach einer 1:2-Niederlage in Lissabon siegte man mit 3:1 und zog damit erstmals seit 35 Jahren wieder in ein Europacup-Finale ein. Dort traf man auf Ligakonkurrent Atlético Madrid, verlor gegen diesen aber mit 0:3 relativ deutlich. Auch in der Copa del Rey erreichte man das Endspiel, aber auch hier verlor man mit 0:3, diesmal gegen den FC Barcelona. Durch das so starke Abschneiden in den beiden Wettbewerben, wurde der Fokus auf die Liga ein wenig vernachlässigt. Diese beendete man folglich auf dem zehnten Platz.
Als unterlegener Pokalfinalist durfte Bilbao sich erneut an der Qualifikation zur Europa League versuchen. Gegen Slaven Belupo Koprivnica (3:1 h; 1:2 a) und HJK Helsinki (6:0 h; 3:3 a) verlief diese nicht problemlos, klappte aber dennoch. In dieser Saison legte man insgesamt jedoch eine enttäuschende Bilanz in den Turnierwettbewerben hin. In der Europa-League-Gruppe I kam man gegen Olympique Lyon, Sparta Prag und Hapoel Ironi Kirjat Schmona nur zu fünf Punkten und wurde Dritter. Auch in der Copa del Rey setzte es das überraschende Aus in der dritten Runde gegen die SD Eibar. Nachdem man 0:0 im Hinspiel und 1:1 im Rückspiel gespielt hatte, war man aufgrund der Auswärtstorregel ausgeschieden. Auch in der Liga überzeugten die Basken nicht ausreichend und wurden am Ende nur Zwölfter. Damit setzte es das Aus für Bielsa.

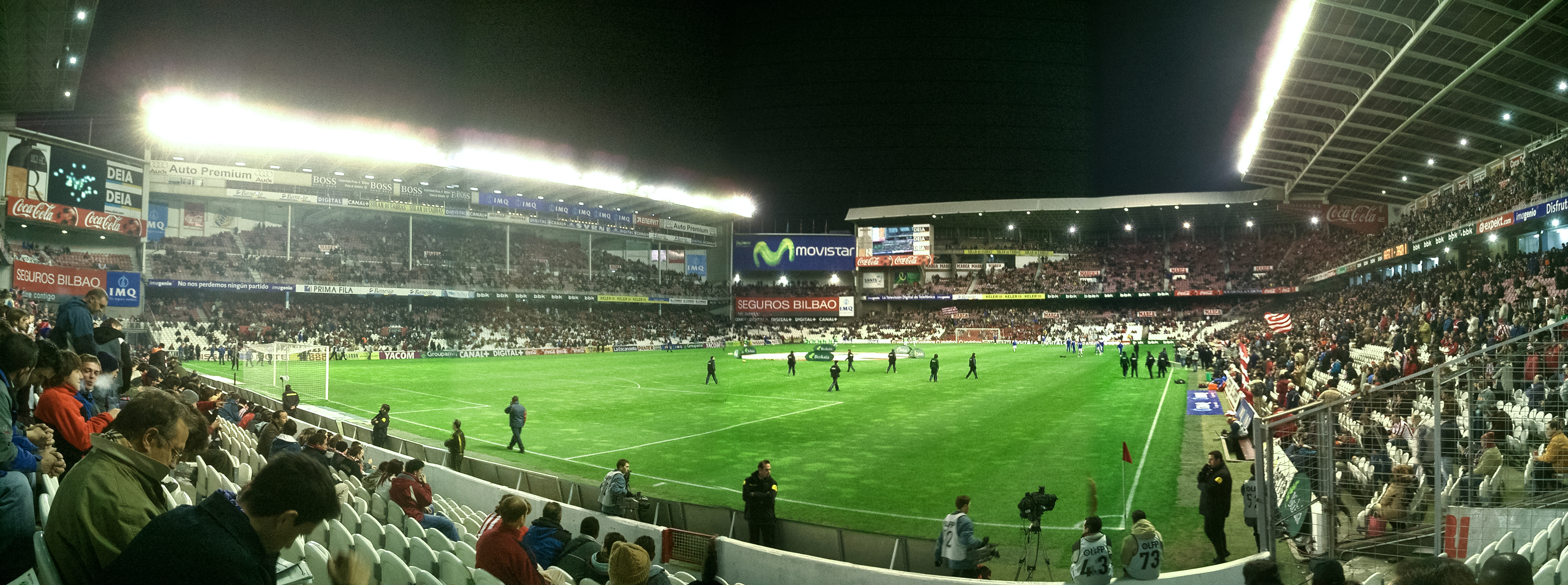
Das alte San Mamés

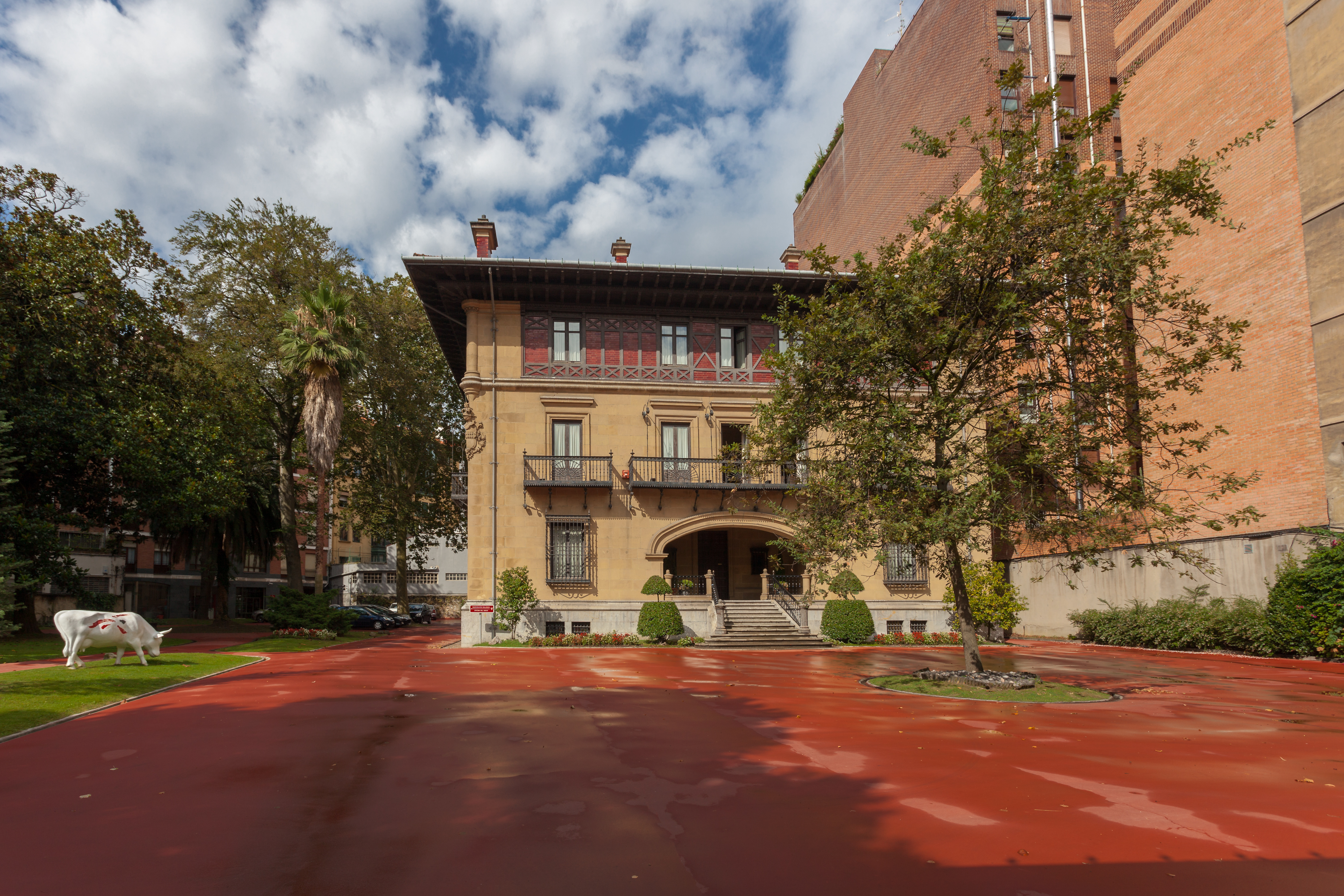
Das Hauptquartier des Clubs, der Ibaigane Palast

Am 26. Mai 2013 – genau drei Jahre nach dem Spatenstich für das neue San Mamés – fand das letzte Pflichtspiel im alten San Mamés statt. Dieses verlor man mit 0:1 gegen die UD Levante. Ein letztes Freundschaftsspiel zwischen dem Athletic Club und einer Auswahl regionaler Fußballspieler fand einige Tage später statt. Am 6. Juni erfolgte schließlich der Abriss und der Spielbetrieb zog ins neue noch unvollständig fertiggestellte Stadion um.

### Die Ära Valverde I. – Champions-League-Rückkehr und Supercup-Titel (2013–2017)
| Saisonleistungen von 2013 bis 2017 | Saisonleistungen von 2013 bis 2017 | Saisonleistungen von 2013 bis 2017 | Saisonleistungen von 2013 bis 2017 | Saisonleistungen von 2013 bis 2017 |
| Saison                             | Platzierung                        | Torverhältnis                      | Punkte                             | Fortschritt Copa del Rey           |
| ---------------------------------- | ---------------------------------- | ---------------------------------- | ---------------------------------- | ---------------------------------- |
| 2013/14                            | 4.                                 | 66:39                              | 70                                 | Viertelfinale                      |
| 2014/15                            | 7.                                 | 42:41                              | 55                                 | Finale                             |
| 2015/16                            | 5.                                 | 58:45                              | 62                                 | Viertelfinale                      |
| 2016/17                            | 7.                                 | 53:43                              | 63                                 | Achtelfinale                       |

Neubau des San Mamés

Für die Saison 2013/14 entschied man sich, Ernesto Valverde erneut als Cheftrainer zu verpflichten. Bilbaos erstes Heimspiel im neuen San Mamés fand am 23. August 2013 statt. Dabei besiegte man den CA Osasuna mit 2:0. In der ersten Spielzeit im neuen Stadion verlor man wettbewerbsübergreifend nur drei Heimspiele. Bis zum Ausscheiden im Copa del Rey-Viertelfinale gegen Atlético Madrid, gegen das man im Hinspiel mit 0:1 und vor heimischer Kulisse mit 1:2 verlor, blieben die Basken sogar für 13 Pflichtspiele über fünf Monate zuhause ungeschlagen. Die Saison beendete man, nicht zuletzt aufgrund dieser enormen Heimstärke, auf Platz 4.
Nachdem man den SSC Neapel mit 1:1 und 3:1 schlug, qualifizierte sich Athletic Bilbao erstmals seit 16 Jahren wieder für die Champions League. Die Basken wurden der Gruppe H zugelost, dort traf man auf den FC Porto, Schachtar Donezk und BATE Baryssau. Allerdings wusste man aus dieser Gruppenphase nicht viel zu machen und verlor drei der ersten vier Gruppenspiele. Aber mit zwei Siegen an den letzten beiden Spieltagen erreichte Bilbao mit sieben Punkten noch den dritten Platz und durfte daher im Sechzehntelfinale der Europa League weiterspielen. Dort verlor man allerdings nach einem 2:2-Remis mit 2:3 gegen den FC Turin. Mit geringer Souveränität erreichte Bilbao außerdem das Finale der Copa del Rey. Dieses fand aber nicht nur im Camp Nou statt, sondern auch noch gegen den dort ansässigen FC Barcelona. Das Spiel ging schließlich mit 1:3 verloren. Die Saison 2014/15 beendeten die Basken auf dem siebten Platz.
Zum Auftakt in die Saison 2015/16 gelang für das verlorene Pokalfinale die direkte Rache gegen den FC Barcelona in der Supercopa de España. Das Hinspiel vor heimischer Kulisse gewann man sensationell mit 4:0. Anschließend endete das Rückspiel im Camp Nou mit 1:1. Nach 1951 und 1985 war das der dritte Supercup-Titel. In der Qualifikation zur UEFA Europa League 2015/16 stellte man sich dem Shamakhi FK (2:0 h; 0:0 a) und dem MŠK Žilina (2:3 a; 1:0 h) und qualifizierte sich mit kleineren Problemen für die Gruppenphase. In Gruppe F stellte man sich dem FC Augsburg, Partizan Belgrad und AZ Alkmaar und erreichte mit 13 Punkten den Gruppensieg. Zu Jahresbeginn musste Bilbao sich im Viertelfinale der Copa del Rey einmal mehr dem FC Barcelona mit 1:2 und 1:3 beugen. Einige Wochen später stieg das Europa-League-Sechzehntelfinale gegen Olympique Marseille. Das Hinspiel im Stade Vélodrome gewannen die Basken mit 1:0, im Rückspiel gab es ein 1:1. Anschließend kam es zu zwei spanischen Traditionsduellen, die jeweils sehr umkämpft waren. Zuerst begegnete man im Achtelfinale dem FC Valencia. Im Hinspiel siegte man mit 1:0, das Rückspiel verlor man mit 2:1. Durch die Auswärtstorregel stieg aber der Athletic Club ins Viertelfinale auf, wo man auf den FC Sevilla traf. Beide Spiele endeten jeweils mit einem 2:1 für die Gästemannschaft. Die Entscheidung fiel damit im Elfmeterschießen, jedoch zu Gunsten des FC Sevilla, der später auch Sieger des Wettbewerbs wurde. In der Liga blieben die Basken aber weiterhin unter den stärksten Mannschaften und qualifizierten sich mit Platz 5 direkt für die UEFA Europa League 2016/17.
In der Europa League kam man gemeinsam mit dem KRC Genk, dem SK Rapid Wien und der US Sassuolo Calcio in die Gruppe F. Mit zehn Punkten erreichte man Platz 2 und stieg erneut ins Sechzehntelfinale auf. Wenig später schöpfte man im Achtelfinale der Copa del Rey ein wenig Hoffnung, gegen den FC Barcelona aufzusteigen, als man das Hinspiel mit 2:1 für sich entscheiden konnte. Die Katalanen gaben jedoch nicht nach und siegten im Rückspiel noch mit 3:1. Eine ähnliche Situation hatte man im Europa-League-Sechzehntelfinale gegen APOEL Nikosia. Im Hinspiel gewann man noch mit 3:2, ehe es im Rückspiel eine 0:2-Niederlage setzte. Bilbao beendete die Saison 2016/17 in der Liga schlussendlich auf Platz 7. Mit Saisonschluss verließ Ernesto Valverde den Verein in Richtung des FC Barcelona.

### Auf der Suche nach dem Erfolgserlebnis (2017–2022)
| Saisonleistungen von 2017 bis 2022 | Saisonleistungen von 2017 bis 2022 | Saisonleistungen von 2017 bis 2022 | Saisonleistungen von 2017 bis 2022 | Saisonleistungen von 2017 bis 2022 |
| Saison                             | Platzierung                        | Torverhältnis                      | Punkte                             | Fortschritt Copa del Rey           |
| ---------------------------------- | ---------------------------------- | ---------------------------------- | ---------------------------------- | ---------------------------------- |
| 2017/18                            | 16.                                | 41:49                              | 43                                 | Sechzehntelfinale                  |
| 2018/19                            | 8.                                 | 41:45                              | 53                                 | Achtelfinale                       |
| 2019/20                            | 11.                                | 41:38                              | 51                                 | Finale                             |
| 2020/21                            | 10.                                | 46:42                              | 46                                 | Finale                             |
| 2021/22                            | 8.                                 | 43:36                              | 55                                 | Halbfinale                         |

Die Saison 2017/18 sollte für Athletic Bilbao die schwierigste Spielzeit seit 2006/07 werden. Als neuen Trainer engagierte man José Ángel Ziganda (Cuco). In der Europa-League-Qualifikation schlug man Panathinaikos Athen doppelt (2:3 a; 1:0 h) und ließ sich zusammen mit dem Östersunds FK, Sorja Luhansk und dem Hertha BSC der Gruppe J zulosen. Aufgrund des direkten Vergleichs gegenüber Östersunds wurde Bilbao mit elf Punkten Gruppensieger. In der Zwischenzeit schied man jedoch überraschend früh aus der Copa del Rey aus. Im Sechzehntelfinale unterlag man dem Drittligisten SD Formentera nach einem 1:1-Remis in letzter Minute mit 0:1. Im Europa-League-Sechzehntelfinale konnte man sich knapp gegen Spartak Moskau durchsetzen. Nach einem 3:1-Auswärtssieg verlor man zuhause jedoch mit 1:2. Die gleichen Ergebnisse gab es im Achtelfinale gegen Olympique Marseille – mit dem einzigen Unterschied, dass die Franzosen beide Spiele für sich entschieden. Besonders in der zweiten Saisonhälfte entsprachen die Leistungen des Klubs nicht den Erwartungen. In den letzten sieben Saisonspielen holten die Basken gerade mal vier Punkte. Am Ende stand ein höchst enttäuschender 16. Platz da, jedoch mit 14 Punkten Vorsprung auf den ersten Abstiegsplatz. Der Athletic Club verpasste damit erstmals seit fünf Jahren eine Teilnahme im Europacup.
In der Saison 2018/19 wurde mit Eduardo Berizzo ein neuer argentinischer Cheftrainer für „Cuco“ Ziganda eingestellt. Bilbao startete zwar nicht so schlecht in die neue Spielzeit, konnte unter Berizzo schließlich nur eines von 14 Ligaspielen gewinnen, und das war ein 2:1 am ersten Spieltag gegen den CD Leganés. Nach einer 0:3-Niederlage gegen die UD Levante wurde er entlassen und Gaizka Garitano kam als Ersatz. Unter ihm stabilisierten sich die Leistungen des Klubs, auch wenn man das Aus im Copa del Rey-Achtelfinale gegen den FC Sevilla (1:3 h; 1:0 a) nicht mehr verhindern konnte. Der gleiche Klub war es, der durch einen 2:0-Heimsieg dafür sorgte, dass Bilbao hinter das punktgleiche Espanyol Barcelona auf Platz 8 zurückfiel und daher die Teilnahme am Europacup haarscharf verpasste.
In der Saison 2019/20 erreichte Athletic Bilbao über den FC Granada (1:0 h; 1:2 a) knapp das Finale der Copa del Rey. Da aber kurz darauf der Spielbetrieb wegen der COVID-19-Pandemie abgebrochen wurde, fand dieses Finale vorerst nicht statt. Die Pandemie wirkte sich mit Wiederaufnahme des Spielbetriebs sichtlich negativ auf den Verein aus. Von den letzten elf Ligaspielen gewann man gerade mal vier und verlor zugleich vier der letzten fünf Spiele. Folglich beendeten die Basken diese Saison als Elfter.
Durch die Verschiebung des Cup-Endspiels von 2020 kam es zu zwei kuriosen Umständen für den Athletic Club. Die Supercopa de España findet seit der Saison 2019/20 immer mit vier Mannschaften im Jänner statt. Nachdem man sowohl Real Madrid (2:1) als auch den FC Barcelona (3:2) schlagen konnte, erlangte Bilbao seinen vierten Supercup-Titel bevor er sein Pokalfinale austrug. Das hatte es zuvor noch nie gegeben. Noch kurioser war der Umstand, dass Bilbao auch in der Saison 2020/21 das Pokalfinale erreicht hat. Der baskische Klub spielte daher innerhalb von zwei Wochen in zwei Endspielen der Copa del Rey mit, verlor sie jedoch beide. Das Finale von 2020 verlor man mit 0:1 gegen Real Sociedad, anschließend unterlag man im Finale von 2021 dem FC Barcelona mit 0:4. In der Zwischenzeit wechselte man zum Jahresbeginn den Trainer: Statt Garitano war Marcelino García neu im Amt. Die Saison beendete Bilbao als Zehnter.
In der Saison 2021/22 konnte Bilbao in nur einem Monat gegen jeden der drei größten Vereine Spaniens einmal gewinnen. Im Halbfinale der Supercopa de España schlug man Atlético Madrid mit 2:1, ehe man im Finale Real Madrid mit 0:2 unterlag. In der Copa del Rey konnte man dafür nach Verlängerung den FC Barcelona mit 3:2 schlagen, anschließend klappte die Rache mit einem späten 1:0 gegen Real Madrid. Im Anschluss verlor man jedoch das Halbfinale gegen den FC Valencia. Nach einem 1:1 im San Mamés ging das Rückspiel im Mestalla mit 0:1 verloren. Neben dem achten Platz stand zum Saisonschluss auch der Abgang von Trainer García fest.

### Die Ära Valverde II. – erster Cup-Titel nach 40 Jahren (seit 2022)
Ernesto Valverde übernahm zum Beginn der Spielzeit 2022/23 bereits zum dritten Mal das Traineramt beim baskischen Traditionsklub. Unter ihm erreichte Bilbao schon zum vierten Mal in Folge das Halbfinale der Copa del Rey. Dort scheiterte man jedoch mit einem 0:1 am CA Osasuna. Das Rückspiel im San Mamés endete nur mit 1:1. Bilbao erreichte wieder nur Platz 8 und verpasste damit schon in der sechsten Saison in Folge den Europacup.
In der Saison 2023/24 durfte Athletic Bilbao dann zum ersten Mal seit 40 Jahren wieder einen Finalsieg in der Copa del Rey bejubeln. Nachdem man im Viertelfinale den FC Barcelona (4:2 nach Verlängerung) und im Halbfinale Atlético Madrid (1:1 a; 3:0 h) überwinden konnte, lautete der Endgegner RCD Mallorca. Nach 120 Minuten konnte beim Stand von 1:1 noch kein Gewinner ermittelt werden, daher fiel die Entscheidung im Elfmeterschießen. Nach sechs aufeinanderfolgenden Niederlagen in Endspielen der Copa del Rey errang Bilbao damit seinen 24. Pokalsieg. Unabhängig von der Platzierung in der Liga qualifizierten sich die Basken damit nicht nur für die UEFA Europa League 2024/25 – es handelt sich um die erste Europacup-Teilnahme seit sechs Jahren – sondern auch für die Supercopa de España 2025. Dort unterlag man jedoch im Januar 2025 dem späteren Sieger, FC Barcelona, im Halbfinale mit 0:2.
In der Saison 2024/2025 verbrachte Bilbao den Großteil der Saison auf dem vierten Platz, der zur Teilnahme an der UEFA Champions League berechtigt. In der Europa League beendeten die Basken die Ligaphase punktegleich mit Lazio Rom auf dem zweiten Platz. Im Achtelfinale eliminierte man nach einer 1:2-Niederlage AS Rom mit einem Gesamtscore von 4:3. Im Viertelfinale gelang nach einem 0:0 im Hinspiel ein 2:0-Sieg über die Glasgow Rangers, damit hielten die Basken die Chance auf das Finale im eigenen Stadion weiterhin am Leben. Gegen Manchester United war jedoch im Semifinale Endstation: Das Hinspiel ging vor den eigenen Fans klar mit 0:3 verloren, auch im Rückspiel setzte es, nach langer 1:0-Führung, eine deutliche 1:4-Pleite.

## Trikot
Ähnlich umstritten wie das genaue Datum der Vereinsgründung ist die Herkunft der Vereinsfarben. Die ersten Trikots waren blau-weiß, änderten sich jedoch 1910 in rot-weiße Längsstreifen. Für diesen Wechsel werden drei unterschiedliche Theorien angeführt:
- Der AFC Sunderland und der FC Southampton spielten in identischen Trikots und wurden von den englischen Fußballern in Bilbao einfach kopiert.
- Athletic schickte ein Mitglied nach Großbritannien, um blau-weiße Trikots zu kaufen. Dieser konnte jedoch keine auftreiben und kehrte deshalb mit rot-weiß gestreiften aus Southampton zurück.
- Die wahrscheinlichste Theorie besagt, dass rot-weiße Trikots genommen wurden, da diese sehr billig aus Matratzenüberzügen hergestellt werden konnten.

Athletic war eine der letzten Mannschaften im europäischen Vereinsfußball, die ohne Sponsor auf dem Trikot spielten. Erst 2004/05 kamen in der Copa del Rey und im UEFA-Pokal Trikots mit grünem Euskadi-Aufdruck zum Einsatz. Sponsor war die baskische Regionalregierung (Rot, Weiß und Grün sind die Nationalfarben).
Im Jahr 2008 kehrte die Vereinsführung endgültig von dieser Politik ab, und Petronor (Tochterunternehmen des Ölkonzerns Repsol) zahlte über zwei Millionen Euro Sponsorengeld per annum.

## Wissenswertes

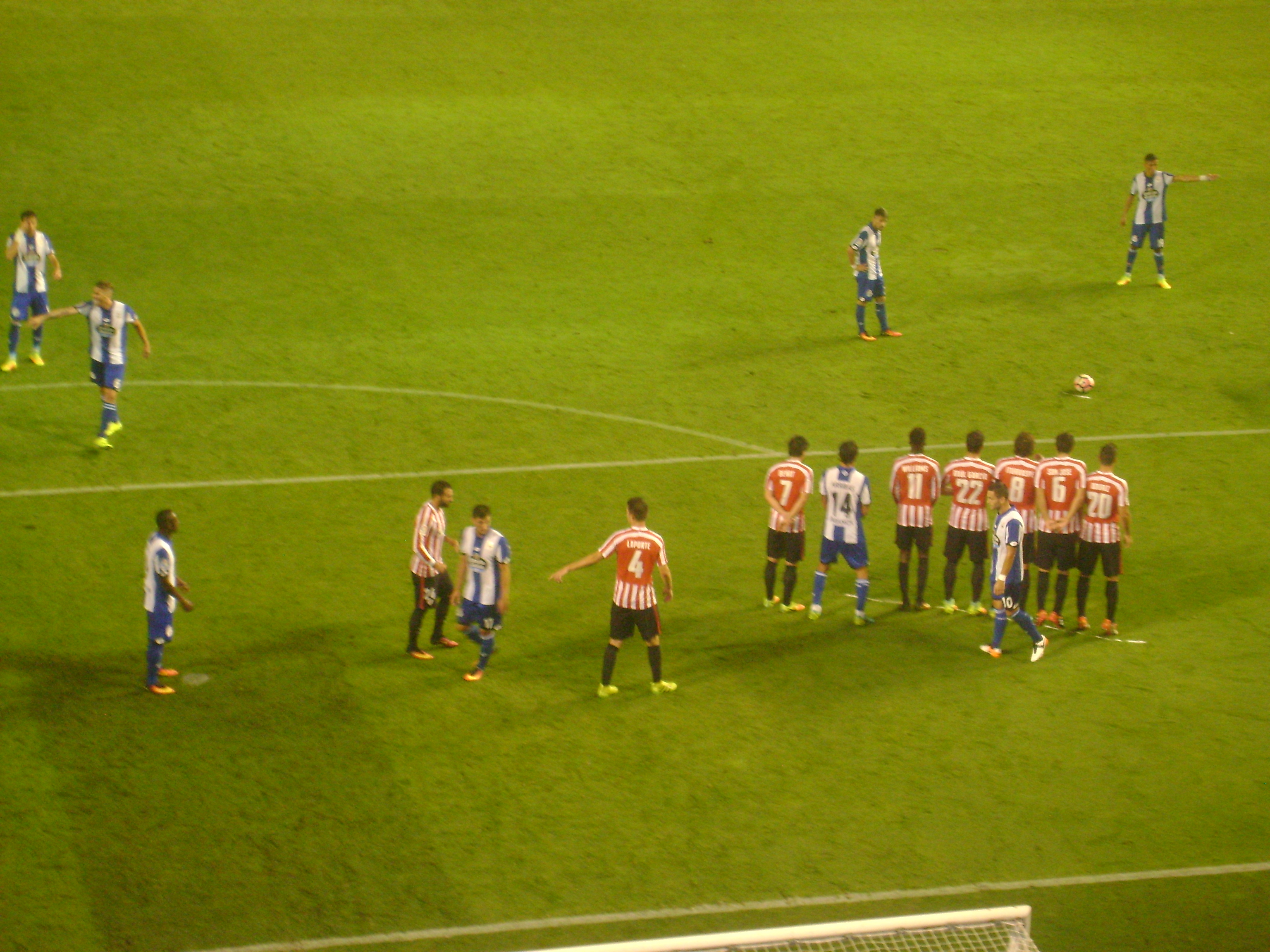
Deportivo de La Coruña vs. Athletic.

Iker Muniain ist durch seinen Treffer zum 2:0 am 5. August 2009 im Europa-League-Qualifikationsspiel gegen BSC Young Boys mit 16 Jahren und 229 Tagen jüngster Torschütze seit 94 Jahren von Athletic Bilbao. Weiterhin die Nummer eins in dieser Hinsicht ist Txomin Acedo, dessen Rekorde vielerorts in Vergessenheit geraten sind und dem dies bei seinem Debüt für den Athletic Club am 18. Oktober 1914 mit nur 16 Jahren und 134 Tagen gelang.

## Titel und Erfolge

### Auf nationaler Ebene
- Spanischer Meister (8): 1930, 1931, 1934, 1936, 1943, 1956, 1983, 1984

- Spanischer Pokalsieger (24): 1903, 1904, 1910, 1911, 1914, 1915, 1916, 1921, 1923, 1930, 1931, 1932, 1933, 1943, 1944, 1945, 1950, 1955, 1956, 1958, 1969, 1973, 1984, 2024

- Supercopa de España (3): 1984, 2015, 2021
- Copa Eva Duarte (1): 1950

- Campeonato Norte (3): 1913–1914, 1914–1915, 1915–1916
- Campeonato de Vizcaya (14): 1920, 1921, 1923, 1924, 1925, 1926, 1928, 1929, 1931, 1932, 1933, 1934, 1939, 1940
- Copa Vasca (1): 1935

### International
- Europapokal der Landesmeister
  - Viertelfinale (1956/57)
  - Zweite Runde (1983/84)
- UEFA-Cup bzw. UEFA Europa League
  - Finale (1976/77, 2011/12)

## Kader der Saison 2025/26
Stand: 18. August 2025
| Nr.        | Nat.             | Name                    | Geburtstag | im Verein seit | Vertrag bis |     |
| Tor        | Tor              | Tor                     | Tor        | Tor            | Tor         | Tor |
| ---------- | ---------------- | ----------------------- | ---------- | -------------- | ----------- | --- |
| 01         | Spanien          | Unai Simón              | 11.06.1997 | 2011           | 2029        |     |
| 26         | Spanien          | Mikel Santos II         | 01.11.2004 | 2014           | 2027        |     |
| 27         | Mexiko Spanien   | Álex Padilla            | 01.09.2003 | 2019           | 2029        |     |
| Abwehr     |                  |                         |            |                |             |     |
| 02         | Spanien          | Andoni Gorosabel        | 04.08.1996 | 2024           | 2028        |     |
| 03         | Spanien          | Dani Vivian             | 05.07.1999 | 2016           | 2032        |     |
| 04         | Spanien          | Aitor Paredes           | 29.04.2000 | 2010           | 2029        |     |
| 05         | Spanien          | Yeray                   | 24.01.1995 | 2016           | 2026        |     |
| 12         | Spanien          | Jesús Areso             | 02.07.1999 | 2025           | 2031        |     |
| 15         | Spanien          | Iñigo Lekue             | 04.05.1993 | 2016           | 2026        |     |
| 17         | Spanien Algerien | Yuri Berchiche          | 10.02.1990 | 2018           | 2026        |     |
| 19         | Spanien Senegal  | Adama                   | 22.06.2002 | 2024           | 2029        |     |
|            | Spanien          | Unai Egiluz             | 19.03.2002 | 2018           |             |     |
| Mittelfeld |                  |                         |            |                |             |     |
| 06         | Spanien          | Mikel Vesga             | 08.04.1993 | 2014           | 2027        |     |
| 08         | Spanien          | Oihan Sancet            | 25.04.2000 | 2015           | 2032        |     |
| 13         | Spanien          | Unai Vencedor           | 15.11.2000 | 2017           | 2027        |     |
| 16         | Spanien          | Iñigo Ruiz de Galarreta | 06.08.1993 | 2023           | 2027        |     |
| 20         | Spanien          | Unai Gómez              | 25.05.2003 | 2019           | 2028        |     |
| 18         | Spanien          | Mikel Jauregizar        | 13.11.2003 | 2021           | 2031        |     |
| 24         | Spanien          | Beñat Prados            | 08.02.2001 | 2015           | 2031        |     |
| 30         | Spanien          | Alejandro Rego          | 11.06.2003 | 2017           | 2026        |     |
| Sturm      |                  |                         |            |                |             |     |
| 07         | Spanien          | Álex Berenguer          | 04.07.1995 | 2020           | 2027        |     |
| 09         | Ghana Spanien    | Iñaki Williams          | 15.06.1994 | 2012           | 2028        |     |
| 10         | Spanien Ghana    | Nico Williams           | 12.07.2002 | 2013           | 2035        |     |
| 11         | Spanien          | Gorka Guruzeta          | 12.09.1996 | 2022           | 2028        |     |
| 21         | Spanien Marokko  | Maroan Sannadi          | 01.02.2001 | 2025           | 2029        |     |
| 22         | Spanien          | Nico Serrano            | 05.03.2003 | 2018           | 2028        |     |
| 23         | Spanien          | Robert Navarro          | 12.04.2002 | 2025           | 2030        |     |
| 25         | Spanien          | Urko Izeta              | 29.09.1999 | 2022           | 2027        |     |

- Trainer: Ernesto Valverde (seit 30. Juni 2022)

### Verliehene Spieler
| Nr. |         | Position | Name                                                    |
| --- | ------- | -------- | ------------------------------------------------------- |
|     | Spanien | TW       | Julen Agirrezabala (an Valencia CF bis zum 30.6.2026)   |
|     | Spanien | AB       | Christian Mutilva (an Arenas Club bis zum 30.6.2026)    |
|     | Spanien | AB       | Hugo Rincón (an FC Girona bis zum 30.6.2026)            |
|     | Spanien | MF       | Peio Canales (an Racing Santander bis zum 30.6.2026)    |
|     | Spanien | MF       | Beñat Gerenabarrena (an CD Castellón bis zum 30.6.2026) |
|     | Spanien | ST       | Álvaro Djaló (an Al-Gharafa SC bis zum 30.6.2026)       |
|     | Spanien | ST       | Aingeru Olabarrieta (an FC Andorra bis zum 30.6.2026)   |

### Kaderänderungen der Saison 2025/26
| Zugänge     | Zugänge        | Zugänge                             |
| Zeitpunkt   | Spieler        | Abgebender Verein                   |
| ----------- | -------------- | ----------------------------------- |
| Sommerpause | Jesús Areso    | CA Osasuna (12.000.000)             |
| Sommerpause | Unai Egiluz    | CD Mirandés (Leihende)              |
| Sommerpause | Urko Izeta     | CD Mirandés (Leihende)              |
| Sommerpause | Robert Navarro | Real Sociedad (ablösefrei)          |
| Sommerpause | Alejandro Rego | Bilbao Athletic (interner Transfer) |
| Sommerpause | Mikel Santos   | Bilbao Athletic (interner Transfer) |
| Sommerpause | Nico Serrano   | Sporting Gijón (Leihende)           |
| Sommerpause | Unai Vencedor  | Racing Santander (Leihende)         |

| Abgänge     | Abgänge            | Abgänge                            |
| Zeitpunkt   | Spieler            | Neuer Verein                       |
| ----------- | ------------------ | ---------------------------------- |
| Sommerpause | Julen Agirrezabala | Valencia CF (Leihe, 1.000.000 €)   |
| Sommerpause | Peio Canales       | Racing Santander (Leihe)           |
| Sommerpause | Óscar de Marcos    | (Karriereende)                     |
| Sommerpause | Álvaro Djaló       | Al-Gharafa SC (Leihe, 3.000.000 €) |
| Sommerpause | Unai Núñez         | Celta Vigo (Leihende)              |

### Funktionsstab der Saison 2025/26
| Name                 | Funktion                   |
| -------------------- | -------------------------- |
| Ernesto Valverde     | Cheftrainer                |
| Jon Aspiazu          | Co-Trainer                 |
| Aitor Iru            | Torwarttrainer             |
| Alberto Iglesias     | Assistenztrainer (Analyst) |
| Pablo Orbaiz         | Assistenztrainer (Analyst) |
| José Antonio Pozanco | Fitnesstrainer             |

| Name              | Funktion             |
| ----------------- | -------------------- |
| Josean Lekue      | Medizinischer Leiter |
| Álvaro Campa      | Physiotherapeut      |
| Imanol Martín     | Physiotherapeut      |
| Isusko Ortuzar    | Physiotherapeut      |
| Xabier Clemente   | Sporttherapeut       |
| Juan Manuel Ipiña | Krankenpfleger       |

## Bekannte ehemalige Spieler
| - Aritz Aduriz - José Ramón Alexanko - Rafael Alkorta - Fernando Amorebieta - Genar Andrinúa - Daniel Aranzubia - Mikel Balenziaga - Bata - Beñat - Carmelo Cedrún - Dani - Óscar de Marcos - Asier del Horno - Joseba Etxeberria - Santiago Ezquerro | - Agustín Gaínza - Raúl García - Jesús Garay - Ander Garitano - Jon Andoni Goikoetxea - Andoni Goikoetxea - Guillermo Gorostiza - Julen Guerrero - Carlos Gurpegi - Ander Herrera - Andoni Iraola - Ander Iturraspe - Gorka Iraizoz - José Ángel Iribar | - Javier Irureta - Aitor Karanka - Aymeric Laporte - Aitor Larrazábal - Bixente Lizarazu - Fernando Llorente - Iñigo Martínez - Javi Martínez - Iker Muniain - Pablo Orbaiz - José Luis Panizo - Pichichi - Carlos Ruiz Herrero - Iñaki Sáez | - Julio Salinas - Mikel San José - Manuel Sarabia - Markel Susaeta - Tiko - Victorio Unamuno - Fidel Uriarte - Ismael Urzaiz - Ernesto Valverde - Ángel María Villar - Fran Yeste - Zarra - Cuco Ziganda - Andoni Zubizarreta |

## Top 10 nach Einsätzen und Toren
(Stand: 22. Juli 2025; angegeben sind alle Pflichtspiele)
| Einsätze                           | Einsätze          | Einsätze  | Einsätze |
| ---------------------------------- | ----------------- | --------- | -------- |
| 1                                  | José Ángel Iribar | 1962–1980 | 614      |
| 2                                  | Óscar de Marcos   | 2010–2025 | 573      |
| 3                                  | Iker Muniain      | 2009–2024 | 560      |
| 4                                  | Txetxu Rojo       | 1965–1982 | 541      |
| 5                                  | Joseba Etxeberria | 1995–2010 | 514      |
| 6                                  | Andoni Iraola     | 2003–2015 | 510      |
| 7                                  | Markel Susaeta    | 2007–2019 | 507      |
| 8                                  | Piru Gaínza       | 1940–1959 | 496      |
| 9                                  | José Maria Orúe   | 1950–1968 | 483      |
| 10                                 | Iñaki Williams*   | 2014–     | 471      |
| * = noch bei Athletic Bilbao aktiv |                   |           |          |

| Tore | Tore                | Tore                          | Tore |
| ---- | ------------------- | ----------------------------- | ---- |
| 1    | Telmo Zarra         | 1940–1955                     | 335  |
| 2    | Bata                | 1929–1936                     | 209  |
| 3    | Guillermo Gorostiza | 1929–1940                     | 200  |
| 4    | Dani                | 1974–1986                     | 199  |
| 5    | José Iraragorri     | 1929–1936 1946–1949           | 184  |
| 5    | José Luis Panizo    | 1939–1955                     | 184  |
| 7    | Aritz Aduriz        | 2002–2003 2006–2008 2012–2020 | 172  |
| 8    | Eneko Arieta        | 1951–1966                     | 165  |
| 9    | Piru Gaínza         | 1940–1959                     | 149  |
| 10   | Victorio Unamuno    | 1928–1933 1938–1942           | 135  |
| 10   | José Luis Artetxe   | 1950-1965                     | 135  |

## Trainerhistorie
| Zeitraum            | Trainer                 |
| ------------------- | ----------------------- |
| 1910–1911           | Shepher                 |
| 1914–1916 1920–1921 | Billy Barnes            |
| 1921–1922           | Mr. Burton Juan Arzuaga |
| 1922–1925           | Fred Pentland           |
| 1925–1926           | Ralph Kirby             |
| 1926–1929           | Lippo Hertzka           |
| 1929–1933           | Fred Pentland           |
| 1933–1935           | Patricio Caicedo        |
| 1935–1937           | William Garbutt         |
| 1939–1940           | Roberto Echevarria      |
| 1940–1947           | Juan Urquizu            |
| 1947–1949           | Herny John Bagge        |
| 1949–1952           | José Iraragorri         |
| 1952–1955           | Antonio Barrios         |
| 1955–1957           | Ferdinand Daučík        |
| 1957–1958           | Baltasar Albéniz        |
| 1958–1960           | Martín Francisco        |

| Zeitraum  | Trainer             |
| --------- | ------------------- |
| 1960–1962 | Juan Antonio Ipiña  |
| 1962–1963 | Ángel Zubieta       |
| 1963–1964 | Juan Ochoantezama   |
| 1964–1965 | Antonio Barrios     |
| 1965–1968 | Agustín Gaínza      |
| 1968–1969 | Rafael Iriondo      |
| 1969–1971 | Ronnie Allen        |
| 1971–1972 | Salvador Artigos    |
| 1972–1974 | Milorad Pavić       |
| 1974–1975 | Rafael Iriondo      |
| 1975–1979 | Koldo Aguirre       |
| 1979–1981 | Helmut Senekowitsch |
| 1981      | Iñaki Sáez          |
| 1981–1986 | Javier Clemente     |
| 1986–1987 | José Ángel Iribar   |
| 1987–1989 | Howard Kendall      |
| 1989–1990 | Txetxu Rojo         |
| 1990–1991 | Javier Clemente     |
| 1991–1992 | Iñaki Sáez          |

| Zeitraum  | Trainer              |
| --------- | -------------------- |
| 1992–1994 | Jupp Heynckes        |
| 1994–1995 | Javier Irureta       |
| 1995–1996 | Dragoslav Stepanović |
| 1996–2000 | Luis Fernández       |
| 2000–2001 | Txetxu Rojo          |
| 2001–2003 | Jupp Heynckes        |
| 2003–2005 | Ernesto Valverde     |
| 2005      | José Luis Mendilibar |
| 2005–2006 | Javier Clemente      |
| 2006      | Félix Sarriugarte    |
| 2006–2007 | José Manuel Esnal    |
| 2007–2011 | Joaquín Caparrós     |
| 2011–2013 | Marcelo Bielsa       |
| 2013–2017 | Ernesto Valverde     |
| 2017–2018 | Cuco Ziganda         |
| 2018      | Eduardo Berizzo      |
| 2018–2021 | Gaizka Garitano      |
| 2021–2022 | Marcelino García     |
| seit 2022 | Ernesto Valverde     |

Quelle: weltfussball.de